# Cabanes des quartiers Cherie
Les cabanes des quartiers Cherie (anglais : Cherie Quarters Cabins) sont deux cabanes d'esclaves à un étage qui sont les deux seules survivantes de la trentaine de cabanes originales ou plus dans la plantation de River Lake (ou Riverlake). Elles ont été inscrites au registre national des lieux historiques en 1995.

## Localisation
Ils sont situés à environ 120 m de Major Lane, à environ 800 m de son intersection avec la Louisiana Highway 1 et à environ 640 m au sud de la maison principale de la plantation.
Elles sont situées à proximité de Riverlake (en), la principale maison de cette plantation, est un bâtiment surélevé de style créole construit vers 1820, qui a été inscrit au registre national en 1983.

## Architecture
Ce sont des bâtiments à ossature de bois soutenus par des piliers en briques. La structure est assemblée à l'aide de tenons et mortaises. Les murs extérieurs sont recouverts d'un déclin en cyprès. Les murs intérieurs n'ont aucune finition et exposent la structure.
Bien que les bâtiments aient subi de nombreuses altérations, le simple fait qu'ils soient encore debout justifie leur valeur patrimoniale.

## Histoire
Juste avant la guerre de Sécession, le recensement de 1860 a dénombré 1 640 propriétés avec 50 esclaves et plus en Louisiane. Il devait y avoir des milliers de ces cabanes dans tout l'État. Lors de l'inscription de ces deux cabanes, il ne restait plus que 40 à 50 de ces cabanes dans toute la Louisiane alors que de nombreuses maisons de plantations sont toujours debout.
Les cabanes des quartiers Cherie ont été nommées à l'origine les cabanes de la plantation de Riverlake (anglais : Riverlake Plantation Cabins). Après 1892, Pervis Cherie Major a acheté Riverlake de Arthur Denis. Ce dernier a décidé de payer un enseignant pour les enfants noirs de sa nouvelle propriété. Par la suite la propriété a pris son nom.
Les quartiers Cherie sont aussi associés au lieu de naissance de l'auteur afroaméricain Ernest J. Gaines. Bien que sa cabane natale a été détruite, la communauté a exercé une influence majeure sur son écriture.
Durant les années 1930, une trentaine de cabanes étaient encore présentes. En 1992, seules six existaient encore. Une a été déplacée à Baton Rouge en 1993 pour servir de musée et trois autres ont démantelées, mais jamais reconstruites. Seules deux cabanes sont survivantes de l'ancien quartier d'esclaves. Le 26 avril 1995, les deux dernières cabanes ont été inscrites au Registre national des lieux historiques.